# فياتشيسلاف داييف
فياتشيسلاف داييف (بالروسية: Вячеслав Евгеньевич Даев)‏ (مواليد 6 سبتمبر 1972) هو لاعب كرة قدم. يلعب مع منتخب روسيا لكرة القدم. سبق له أن لعب في كأس العالم لكرة القدم مع منتخب بلاده.

## روابط خارجية
- فياتشيزلاف داييف على موقع قاعدة بيانات كرة القدم.إي يو (الإنجليزية)
- فياتشيزلاف داييف على موقع ناشيونال فوتبول تيمز (الإنجليزية)
- فياتشيزلاف داييف على موقع عالم كرة القدم.نت (الإنجليزية)